# Grignoncourt
Grignoncourt ist eine französische Gemeinde mit 47 Einwohnern (Stand: 1. Januar 2022) im Département Vosges in der Region Grand Est. Sie gehört zum Arrondissement Neufchâteau und zum Kanton Darney. Die Bewohner werden Grignoncourtois und Grignoncourtoises genannt.

## Geografie

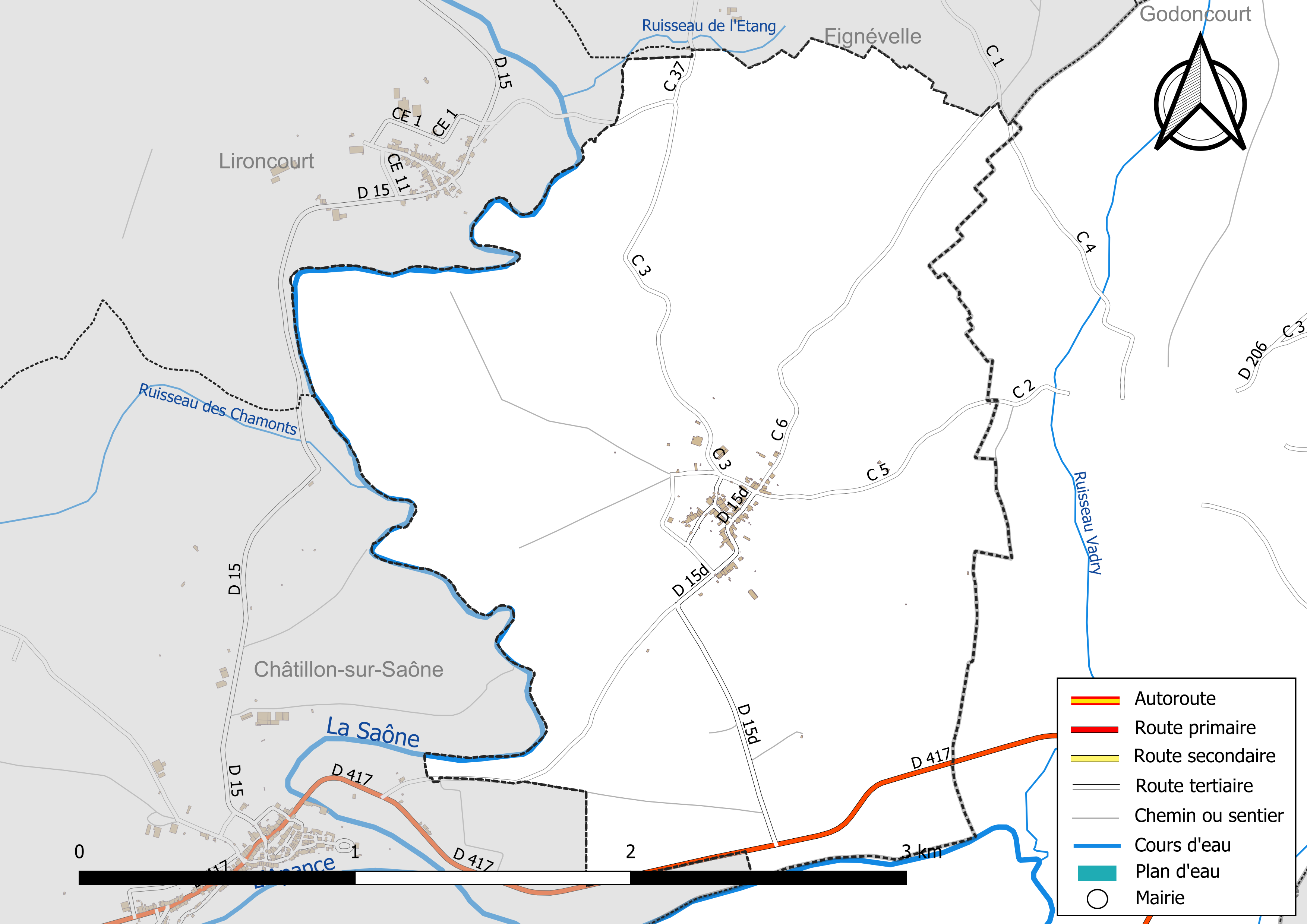
Gewässer und Straßen der Gemeinde

Die Gemeinde liegt etwa 27 Kilometer südsüdwestlich von Vittel und etwa 49 Kilometer südwestlich von Épinal an der Grenze zur Region Bourgogne-Franche-Comté. Das linke Ufer der oberen Saône begrenzt das Gemeindegebiet im Westen. Hier beträgt ihre Höhe nur 227 m, das Départementsminimum.
Nachbargemeinden von Grignoncourt sind Fignévelle im Norden, Bousseraucourt (Haute-Saône) im Osten, Jonvelle (Haute-Saône) im Süden, Châtillon-sur-Saône im Südwesten sowie Lironcourt im Nordwesten.

## Bevölkerungsentwicklung
| Jahr      | 1962 | 1968 | 1975 | 1982 | 1990 | 1999 | 2009 | 2019 |
| Einwohner | 118  | 85   | 77   | 65   | 49   | 38   | 46   | 46   |

## Sehenswürdigkeiten
- Die Kirche Sainte-Élisabeth birgt zahlreiche Ausstattungsgegenstände, die in der Base Palissy gelistet sind, darunter eine große Anzahl, die als Monument historique der beweglichen Objekte klassifiziert oder eingeschrieben sind.
- Kapelle Sainte-Élisabeth
- Marienstatue
- Drei Glocken im romanischen Turm

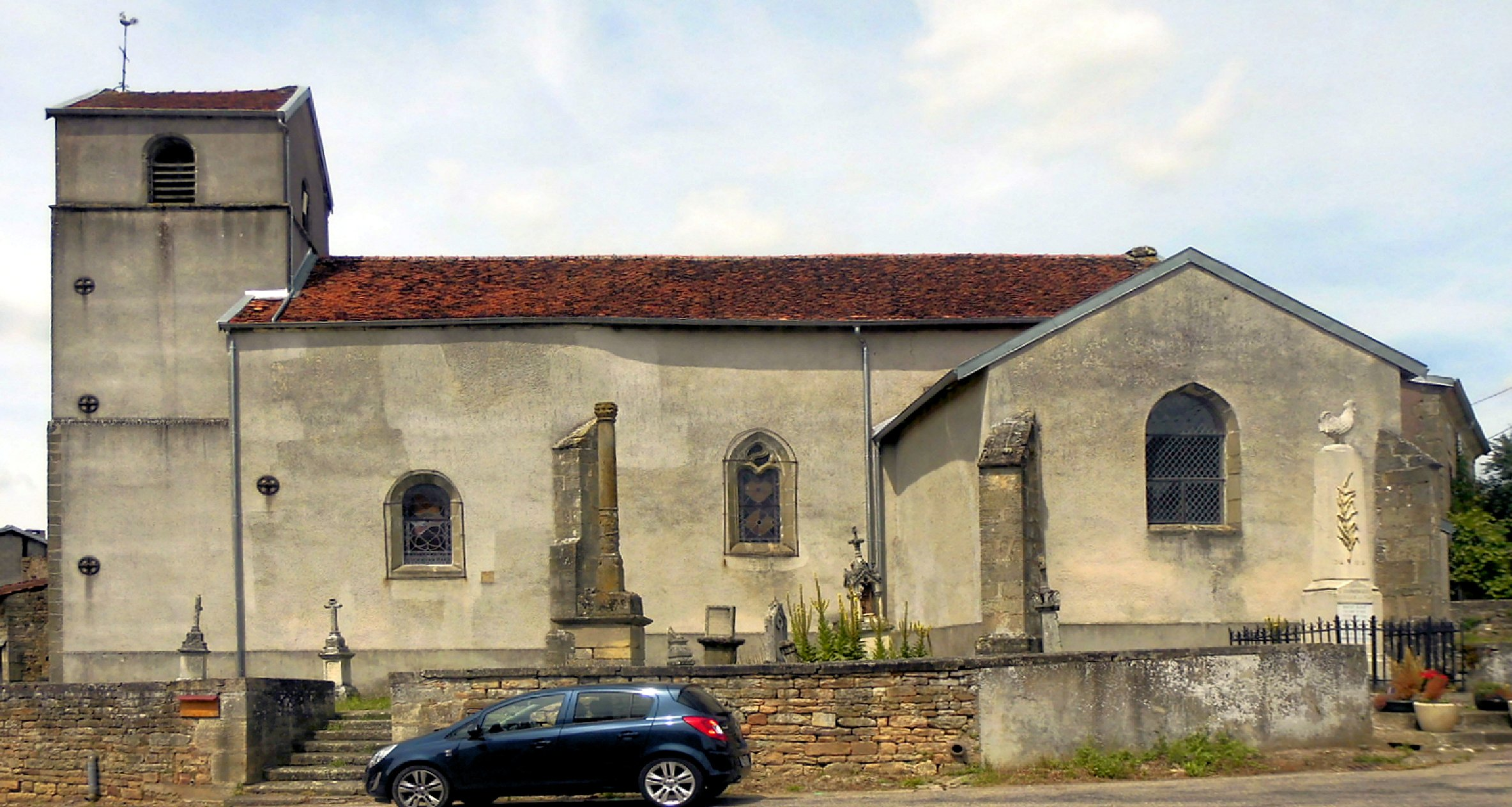
Kirche Sainte-Élisabeth
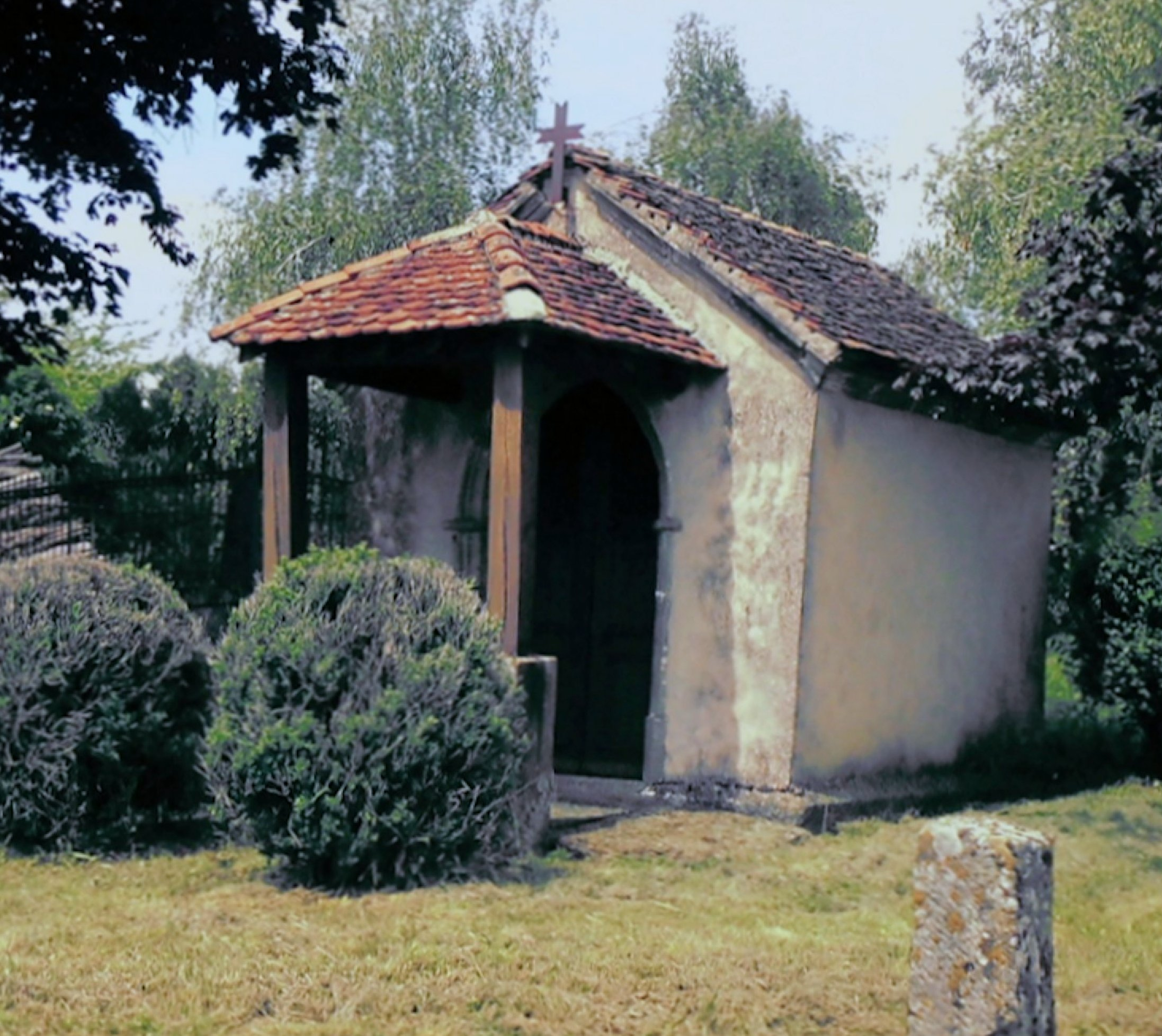
Kapelle Sainte-Élisabeth

## Persönlichkeiten
- Nicolas François de Villers (1642–um 1707), französisch-belgische Militärperson